# 彰化秀傳紀念醫院
24°03′53″N 120°32′16″E / 24.0647728°N 120.5378039°E
秀傳醫療社團法人秀傳紀念醫院（英語：Show Chwan Memorial Hospital）位於彰化縣彰化市中山路一段，屬秀傳醫療社團法人，創辦人黃明和。主要提供急診、門診。總病床數555床，現為彰化區教學醫院。

## 歷史沿革
- 1973年 成立「黃明和外科醫院」
- 1980年 更名為「彰化秀傳紀念醫院」
- 1991年 通過行政院衛生署評鑑為「區域教學醫院」
- 1996年 總院成立婦幼大樓
- 1999年 總院成立腫瘤大樓
- 2007年 通過「人體試驗委員會」訪查合格
- 2009年 體系改制「秀傳醫療社團法人秀傳紀念醫院」
- 2017年 與成功大學成立「學術合作委員會」[3]
- 2017年 與勤益科大、華碩健康合作，導入智慧醫療情境和應用[4][5]

## 歷任院長
- 黃明和
- 古鳴洲
- 葉永祥
- 陳建華
- 李佩淵
- 楊基滐

## 組織架構

### 行政部門
管理部、人事課、總務處、工務處、資材處、醫療事務處、公共服務處、醫工組、醫學教育部、醫學研究部、品管中心、人體試驗委員會、癌症防治中心、社區健康部、圖書館、財務處、臨床技能中心

### 醫療部門
- 內科：內科部、神經內科、免疫風濕科、血液腫瘤科、腎臟內科、感染科、胸腔內科、新陳代謝科、胃腸肝膽科
- 外科：外科部、心臟血管中心、神經外科、骨科、泌尿科
- 婦兒科：小兒科、婦產部
- 其他科系：皮膚科、家庭醫學科、復健科、麻醉科、耳鼻喉科、影像醫學部、核子醫學科、急診醫學科、牙科部、眼科部、放射腫瘤科、病理科、精神科、高壓氧治療科、中醫部
- 醫療中心：睡眠中心、肌無力中心、美容醫學中心、健檢中心、婦女健康中心

### 護理部門
- 醫療大樓：護理部、居家護理、安寧共同照護、急診室、門診護理站、3F開刀房、第一加護病房、第二加護病房、總院5F護理站、總院6F護理站、總院7F護理站、總院8F護理站
- 婦幼大樓：小兒加護病房、婦幼5F護理站、婦幼6F護理站、婦幼7F護理站、
- 延平大樓：第三加護病房、急性呼吸照護病房、延平8樓護理站、延平9樓護理站、延平10樓護理站、延平12樓護理站、

### 醫事單位
檢驗科、藥劑科、營養科、社工課

## 秀傳醫療法人資訊
所屬機構
- 彰化秀傳紀念醫院：彰化市中山路一段五四二號
- 彰濱秀傳紀念醫院：彰化縣鹿港鎮鹿工路6號
- 臺南市立醫院：臺南市東區崇德路670號
- 高雄市立岡山醫院：高雄市岡山區壽天路12號
- 高雄秀傳紀念醫院：位於南部科學園區高雄(路竹)園區內，預計2024年底完工啟用。

策略聯盟
- (台北)秀傳醫院：臺北市光復南路116巷1號
- 竹山秀傳醫院：南投縣竹山鎮集山路二段75號
- 田中仁和醫院：彰化縣田中鎮中州路一段157號
- 員林何醫院：員林鎮民族街33號

## 外部連結
- 官方网站
- . 衛生經濟研究. 2015-01-15  [2017-11-25]. （原始内容存档于2019-06-10）.
- 台灣國際醫療全球資訊網 （页面存档备份，存于）